# 顧清廉
顧清廉（？—？），清末民國教育家，蔣介石、蔣經國父子導師。浙江鄞縣人。

## 生平
生於浙江鄞县姜山雅塘村。廪生出身，早年從教，历任浙江奉化县忠义高級小學、奉化县中学堂教師，江西省萍乡中学教師，宁波的浙江省立第四师范学校教员、校长。
中年游学日本，先在横滨師範學院學習，畢業於日本法政大學。清朝末年，被舉薦為浙江咨议局議員，以激昂直言聞名。有博學名，國學功底深厚。
辛亥革命上海光復時期，任滬軍都督府招兵指挥部文牍科长，之後在家鄉從事教育事業，不問政事。

## 兩蔣蒙師
顧清廉是中華民國兩蔣的啟蒙教師。1905，顾在宁波先後创办了时敏学堂和箭金学堂兩所新式學堂，在浙東影響頗大。
1905年，蔣介石赴宁波，從顧清廉為師於箭金公學堂，讀周秦《諸子》、《說文解字》及《曾文正公全集》，並研究程朱理學；顧先生教授蔣以《孫子兵法》，且講述民族大義，蔣開始有出國學陸軍之志願:4。蔣介石入箭金学堂學習，學習中國傳統儒家經典。蔣介石也首次從顧氏接觸孫中山思想，立下了革命志向。
1917年，蔣介石將自己八歲長子蔣經國託付給顧氏，蔣經國從學與顧氏，此時顧氏是奉化县忠义高級小學教師。

## 記載
1920年，《蒋介石致蒋经国书》：“经国知之：去年顾先生清廉来上海时，言‘汝已有启悟之意。天资虽不甚高，然颇好诵读’云云，闻之略慰”。此信现存與中国第二历史档案馆。其中“天资虽不甚高，然颇好诵读”也是所見對蔣經國幼年的最早評價。